# 狩野永岳

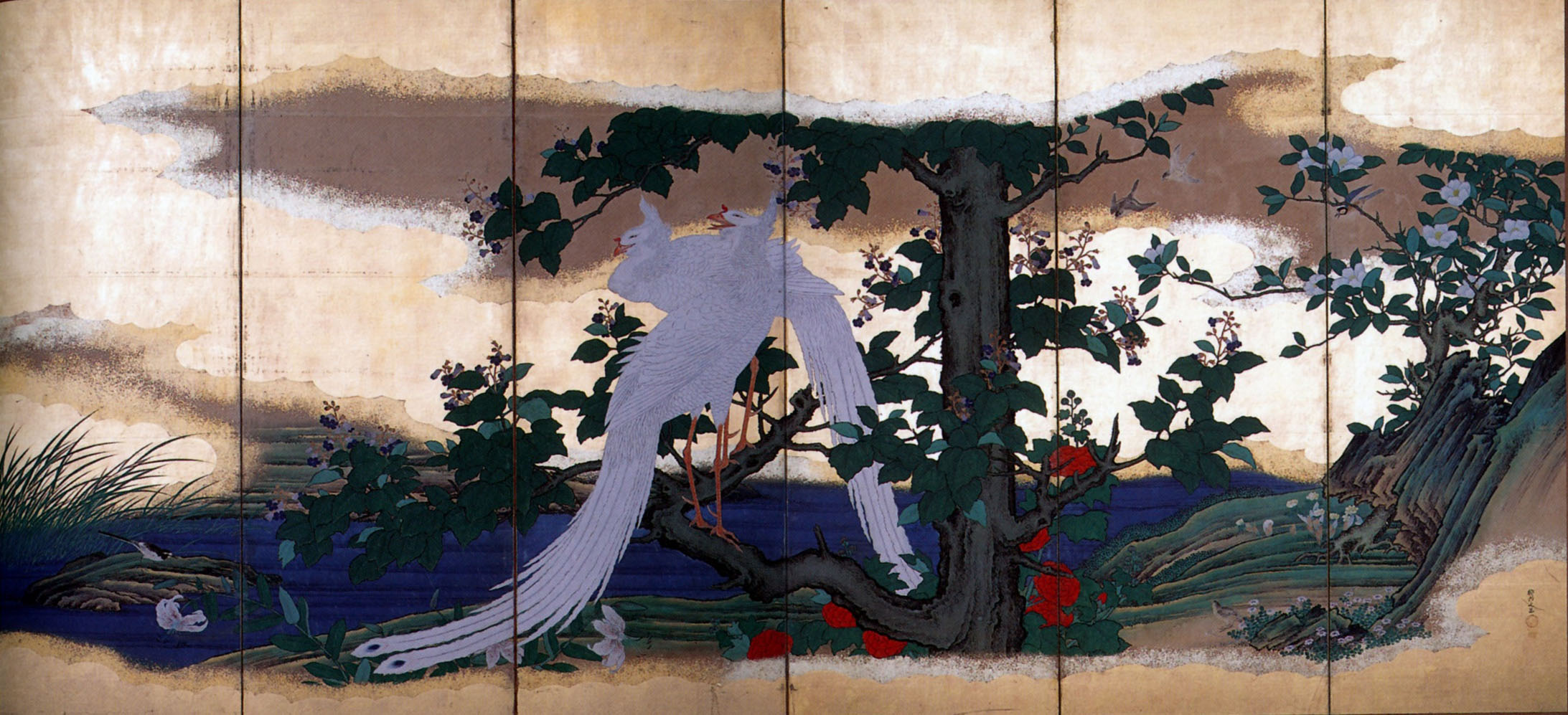
狩野永岳筆 白鳳白雉図（屏風絵） 1855年 東寺蔵

狩野 永岳（かのう えいがく、 寛政2年（1790年） - 慶応3年1月2日（1867年2月6日））は、江戸時代後期に京都を中心に活躍した画家。京狩野家9代。桃山風の画風を基本に円山四条派や文人画、復古大和絵など様々な画風を取り入れ、低迷する京狩野家を再興した。
永岳（永嶽）は諱。初名は泰助、字を公嶺。山梁、晩翠、脱庵などと号した。代々の通称、縫殿助（ぬいのすけ）を名乗った。京都の人。

## 略伝

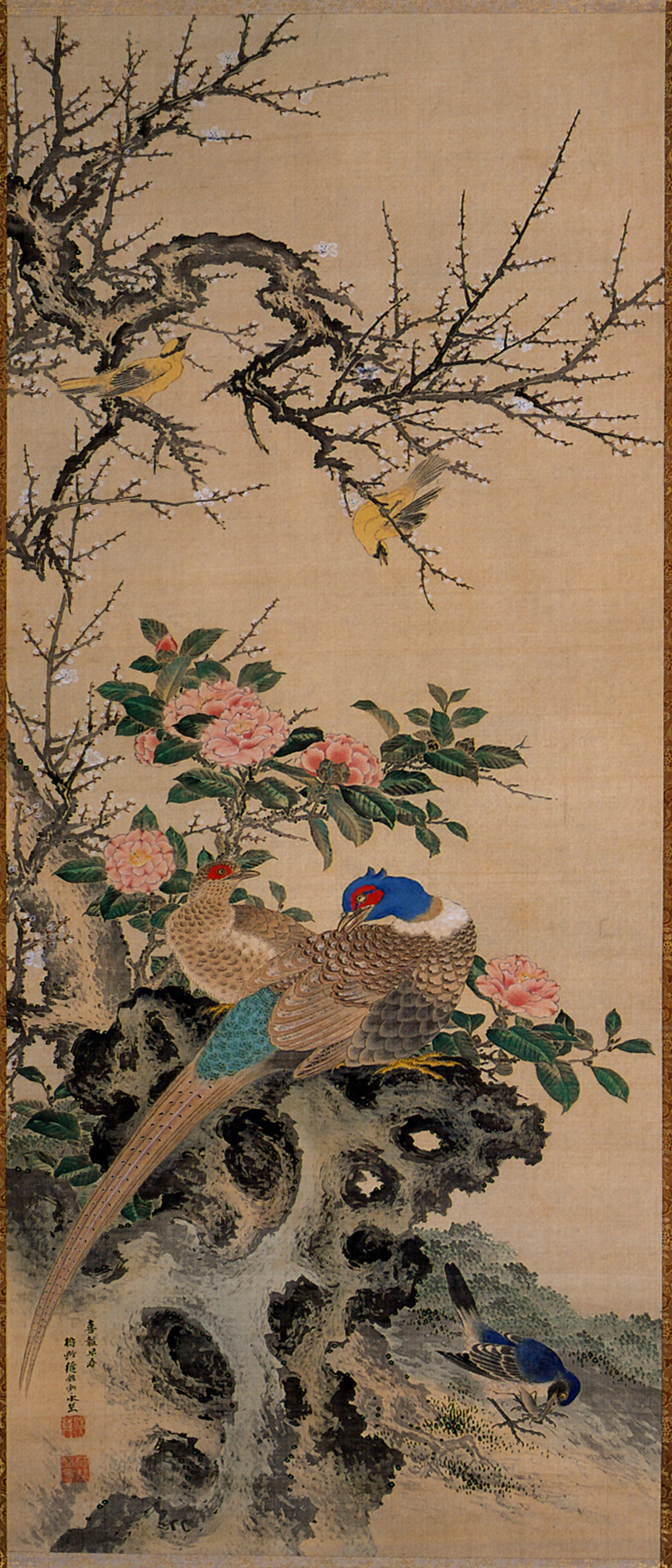
狩野永岳筆 花鳥図 高津古文化会館蔵

父は京狩野の絵師・影山洞玉（後の狩野永章）、弟は狩野永泰で、その子が冷泉為恭。早くに才能を見いだされ京狩野8代・狩野永俊の養子となり、文化13年（1816年）永俊が没すると27歳で家督を継いだ。
初代・狩野山楽の末裔であることを誇りとし、箱書きや落款に「山楽九世孫」としたためている。山楽や二代・山雪の画を熱心に学び、特に30代までは桃山時代の巨木表現に範を取った復古的画風を基本とした。
その上で、当時京都で人気を博していた四条派の画風を積極的にとり入れている。この他にも江戸中期に来日した沈南蘋の流れを汲む長崎派や、谷文晁によって広まった北宗画や文人画、宗達・光琳の装飾的な琳派、甥にあたる冷泉為恭から復古大和絵を直接学んだ。このように様々な画風を貪欲に吸収し自家薬籠中の物とした。
京狩野家は代々九条家と関係が深く、永岳33歳の時、画を好む九条尚忠の家来となった。嘉永6年（1853年）、尚忠が左大臣の公務で江戸に下ったとき、これに同行し富士山を実見し「富士百幅」を描いている。
永岳の代になって京狩野は紀州徳川家と彦根井伊家の御用絵師も務めるようになった。井伊家の菩堤寺である清凉寺に伝わる井伊直弼の肖像画は永岳が画いたとされる。
57歳にして禁裏（朝廷）御絵師御次席となってから落款に「金門画史」・「金門画院第一史」と記すこともあった。66歳のとき禁裏の安政度造営が行われ多くの障壁画の制作にあたっている。
臨済宗妙心寺には永岳の作品が多く残り、とりわけ隣華院客殿障壁画は永岳の代表作といえる。同じく臨済宗大徳寺にも頂相など多数の作品が残されている。東本願寺にも大障壁画を手掛けたがのちに焼失した。本願寺を通じて地方の別院にも永岳の作品が多数見られる。
この他にも永岳は多くパトロンをもち、京都はいうに及ばず長浜や飛騨高山にも足を伸ばし、富商や富農の求めに応じて絵を画いた。
禁裏の御用絵師とはいえ、永岳が家督を継いだ頃の京狩野派は、土佐派や鶴沢派の後塵を拝し不遇な立場にあった。なおかつ江戸後期には伝統的な画派は勢力を弱め、特色を持った新興の画派が台頭していた。永岳は生き残りを掛け京狩野の伝統を革新させ、特色を打ち出すことに成功する。京都画壇では重鎮として扱われた。享年78。養子の永祥が10代を相続。門弟に同じく養子で岡山に多くの作品が残る狩野永朝や、木村梁舟、長野祐親などがいる。そのほかに岩国吉川家御用絵師の佐藤丹治、土佐藩の河田小龍、京焼の永楽保全なども永岳に画を習ったという。

## 作品
| 作品名          | 技法           | 形状・員数  | 寸法（縦x横cm）   | 所有者                   | 年代               | 落款・印章                                                                                        | 備考 |
| --------------- | -------------- | ----------- | ----------------- | ------------------------ | ------------------ | ------------------------------------------------------------------------------------------------- | --- |
| 舞楽図屏風      | 紙本金地著色   | 六曲一双    | 157.4x363.0（各） | 東京国立博物館           |                    | 款記「狩野縫殿助永岳」/印文不明朱文円印・「山梁」朱文方印                                         | |
| 帝尭 四季山水図 |                | 1幅         | 115x41.5          | 東京国立博物館           |                    |                                                                                                   | |
| 老松図          | 紙本墨画金砂子 | 襖8面       |                   | 来迎寺 (京都市中京区)    | 1825年（文政10年） | 款記「文政丁亥夏四月／狩野縫殿助藤原永岳」/「狩野」白文八角印・「永嶽」朱文方印・「脱庵」白文方印 | 「老松図」4面の裏に描かれた「郡鷺図」（紙本墨画）も永岳筆か、永岳に近い画人の作品だとみられる。                                                             |
| 舞楽図          | 紙本著色       | 衝立1基両面 | 122.8x168.5（各） | 城端別院善徳寺（南砺市） |                    | 款記「狩野縫殿助永岳」/「永岳」朱文円形・「惟所意適」白文方印                                     | 第13代加賀藩主前田斉泰の九男・速成院達亮が善徳寺へ住職として入山した際の持参品とされる。なお、善徳寺には他に「老子莊子列子図」紙本墨画3幅対も所蔵している。 |
| 老松若松図      | 紙本墨画       | 六曲一双    |                   | 京都国立博物館           |                    | 款記「狩野縫殿助永岳」/「狩野永岳」白文方形・「公嶺氏」白文方印                                   | |
| 四季山水図屏風  |                | 六曲一双    |                   | 京都国立博物館           |                    |                                                                                                   | |
| 呂尚垂釣図      | 紙本著色       | 1幅         | 108.5x48.1        | 京都国立博物館           | 1861年（万延元年） | 款記「爲□芳園主人 狩野縫殿助永岳時年七十有二」 /「□（岳）」朱文印・「□翁字尚嶺」朱白文方形        | |
| 十二客名花図    | 絹本著色       | 双幅        | 130.0x56.0（各）  | 光ミュージアム           | 1861年（万延元年） |                                                                                                   | |
| 猿猴陣羽織      | 著色           | 1領         | 丈83.7x幅27.8     | 長浜城歴史博物館         |                    |                                                                                                   | |